# Strabomantis cornutus
Strabomantis cornutus is een kikker uit de familie Strabomantidae. De wetenschappelijke naam van de soort werd beschreven in 1871 door Jiménez dela Espada. De soort komt voor in Colombia en Ecuador, langs de oostkant van de gebergte Cordillera Oriental op een hoogte van 1150 tot 1800 meter boven het zeeniveau. Strabomantis cornutus wordt bedreigd door het verlies van habitat.